# 瓦莱丽·布里斯科-胡克斯
瓦莱丽·布里斯科-胡克斯（英語：Valerie Brisco-Hooks，1960年7月6日—），生于密西西比州格林伍德，美国女子田径运动员。她曾经在洛杉矶举办的1984年夏季奥林匹克运动会上获得过三块金牌，这使她成为第一个在同一届奥运会的200米和400米比赛中同时获得金牌的奥运选手。另外她还获得了4×400米的金牌。布里斯科参加了1988年在韩国首尔举办的奥运会，为美国队获得了4×400米接力比赛的银牌，苏联代表队获得金牌并打破了世界纪录。

## 外部連結
- 瓦莱丽·布里斯科-胡克斯在的頁面
- SportingHeroes.net article on Valerie Brisco-Hooks （页面存档备份，存于）